# Gunnar Holmgren (läkare)
Nils Gunnar Frithiofsson Holmgren, född 27 augusti 1875 i  Uppsala, död 6 september 1954, var en svensk läkare och universitetslärare. Han var son till Frithiof Holmgren och Ann Margret Holmgren (född Tersmeden), och drev den kampanj som fick nobelpristagaren Robert Bárány till Sverige, ur ryskt fångläger.
Holmgren blev student vid Uppsala universitet 1893, 1903 medicine licentiat, 1908 medicine doktor, 1909 docent och var 1912-1940 professor i öron-, hals- och nässjukdomar (otorinolaryngologi) vid Karolinska institutet. Han var andre kirurg vid Kronprinsessan Lovisas vårdanstalt för sjuka barn 1903-05, undersökningsläkare vid Stockholms folkskolor 1905-09 och öronläkare vid Epidemisjukhuset 1907-10. Han var överläkare vid Sabbatsbergs öronklinik från 1910 samt vid Serafimerlasarettets öronpoliklinik från 1912 och praktiserande öronläkare i Stockholm från 1905. 
Holmgren var ordförande i Svenska läkaresällskapets sektion för otorhinolaryngologi, president för andra nordiska Oto-laryngologkongressen i Stockholm 1914 samt ledamot av flera utländska vetenskapliga läkarsamfund. År 1938 blev han ledamot av Vetenskapsakademien. Han tillhörde även Fysiografiska sällskapet i Lund.
Holmgren startade och lade ner mycket energi i den kampanj som han drev för att få nobelpristagaren Robert Bárány, som satts i ryskt fångläger under första världskriget, till Sverige. Arbetet var framgångsrikt, och stöddes bland annat av öronläkarorganisationer som uppvaktade neutrala stater, och Bárány blev till sist professor och svensk medborgare.
Vid sidan av sin mycket omfattande verksamhet som privat öronläkare var Holmgren verksam som universitetslärare och ledare för landets första och största öronklinik, där framför allt den kirurgiska behandlingen av öron-, näs- och halssjukdomar uppmärksammades, och där ett stort antal nya och dugande öronläkare utbildades. 
Holmgren inlade därtill stora förtjänster om organisationen av den civila och militära sjukvården inom specialområdet, om inrättande av lasarettsavdelningar för densamma, bibliotek med mera och var tillkallad sakkunnig för organisation av krigssjukhus.